# Síbaris

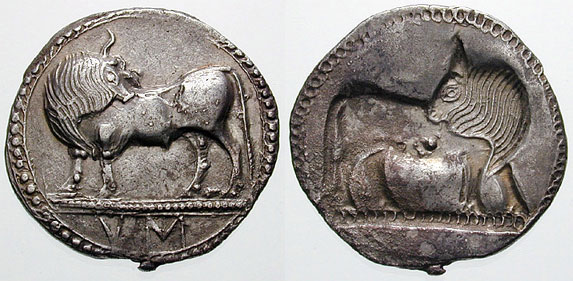
Moneda de Síbaris, c. 550-510 a. C.

Síbaris es una localidad perteneciente a la comuna de Cassano allo Ionio, en la provincia de Cosenza, región de Calabria (Italia).
Su nombre se deriva de la antigua colonia griega de Síbaris, cuyos restos arqueológicos se encuentran en las proximidades. Está ubicada a orillas del golfo de Tarento, en el mar Jónico. Logró un cierto esplendor, siendo famosos sus habitantes, los sibaritas, por su dedicación al lujo y la vida reposada, de forma que sibarita, en la lengua española, ha permanecido como un adjetivo calificativo y se refiere a una persona que gusta de las cosas refinadas aunque no necesariamente costosas.

## Mitología
Así se cuenta en las Metamorfosis de Antonino Liberal, a saber:
Se dice que junto al pie del Parnaso, mirando hacia el sur, hay una montaña que se llama Cirfis, cerca de Crisa. En esta montaña existe todavía hoy una inmensa gruta, en la cual habitaba una fiera enorme y prodigiosa, a quien unos llamaban Lamia, y otros Síbaris. Este animal recorría diariamente los campos, de donde apresaba animales y hombres. Ya estaban pensando los habitantes de Delfos en abandonar el país, y preguntaban incluso la oráculo a qué región debían emigrar, cuando el dios les reveló la manera de librarse de la desgracia, y era la siguiente: tenían que permanecer allí y estar dispuestos a colocar junto a la gruta a un joven elegido de entre los ciudadanos, presto a morir. Ellos lo hicieron como el dios les dijo. Celebraron un sorteo, y le correspondió desempeñar este cometido a Alcioneo, hijo de Diomo y de Meganira: era hijo único, y bello, tanto por su aspecto como por el talante de su espíritu. Los sacerdotes coronaron a Alcioneo y le condujeron hasta la gruta de Síbaris. Un tal Euríbato, hijo de Eufemo, que era joven y valeroso y del linaje del río Axio, había salido del país de los Curetes por voluntad divina y se topó casualmente con la comitiva que conducía al joven. Pero un súbito amor por Alcioneo le sacudió, y preguntó entonces el por qué de aquella procesión, considerando terrible el hecho de no poder defender al joven en la medida de sus fuerzas y contemplar impasiblemente cómo el muchacho iba camino de una muerte lamentable. Arrancó, a la sazón, las coronas de la cabeza de Alcioneo y, poniéndoselas sobre su propia cabeza, ordenó que le condujeran a él en sustitución del joven. Una vez que los sacerdotes le hubieron llevado hasta la gruta, entró en ella corriendo y arrancó a Síbaris de su guarida, la sacó a la luz y la precipitó desde lo alto de las rocas. Síbaris, al rodar hacia abajo, se golpeó la cabeza contra los contrafuertes de Crisa. Y la fiera, a consecuencia de esta herida, desapareció. De la roca aquella surgió una fuente, que las gentes de la región llaman Síbaris. Y, en recuerdo de esta fuente, los locrios fundaron una ciudad en Italia llamada Síbaris.
Su rey Mindyrides al ver a un hombre cavando, le prohibió realizar esa tarea. Sólo verlo le causaba fatiga.

## Historia

Ciudades de la Magna Grecia con la ubicación de la antigua Síbaris, junto a Turios, en la costa de Calabria.

Una de las más importantes colonias griegas en la Magna Grecia, Sýbaris (Σύβαρις), fue fundada hacia el año 720 a. C. por los aqueos procedentes de Hélice (en Acaya) y de Trecén (en la Argólida), en una gran llanura pantanosa pero fértil. Logró un cierto esplendor, siendo famosos sus habitantes, los sibaritas, por su dedicación al lujo y la vida reposada. Este término ha quedado para designar a las personas amantes de placeres exquisitos. La ciudad llegó a contar con 300.000 habitantes según las fuentes clásicas [cita requerida].
Comerciaba con Mileto y con los etruscos y pronto fue tan rica, que pasó a ser legendaria. Los sibaritas fueron conocidos por su aversión al trabajo y su molicie. Llegaron a prohibir que se establecieran herreros, carpinteros, ni siquiera admitían animales ruidosos, como el gallo. Dicen que los niños eran vestidos en trajes púrpuras y sus largos cabellos eran atados con cordeles de oro.
Al poco tiempo de la fundación de Síbaris, una banda de aqueos fundó Crotona, edificada cerca de la primera. Por esta época también fue fundada Tarento en una lengua de tierra que avanza hacia el mar, formando una gran bahía. 
Ya a finales del siglo VII a. C., los sibaritas dominaban gran parte de la antigua Lucania y, a través de los caminos abiertos por el curso de los ríos, habían llegado a la costa del mar Tirreno, en la que establecieron emporios comerciales en Laos y Escidro (en las costas de Calabria) hasta la desembocadura del río Sílaris, donde fundaron también Posidonia.
En el transcurso del siglo VI a. C., formando parte de una coalición con Crotona y Metaponto, los sibaritas destruyeron Siris y ocuparon el fértil territorio entre los valles del Agri y del Sinni (hoy en la Basilicata).

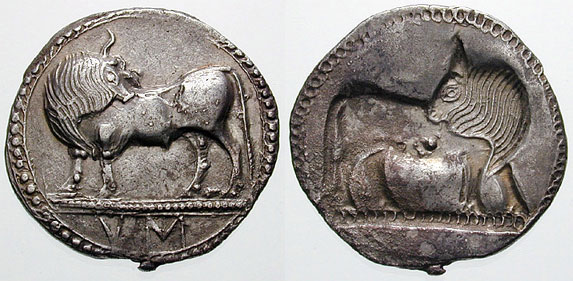
Moneda incusa de Síbaris, en plata.

Signo de la gran expansión política del Estado sibarita en este periodo son las famosas monedas de plata de la ciudad (acuñadas según la técnica llamada incusa, es decir, con el anverso en relieve y el reverso rehundido, en «negativo») con el símbolo del toro que mira hacia atrás y la leyenda Sybaris.
Con la misma efigie se acuñaron otras muchas series monetarias que llevan la leyenda de algunos centros menores, satélites de la potencia sibarita, como Siris, Pixunte, Ami, Palinuro, Molpa, etc.
Hacia el año 510 a. C. la ciudad entró en guerra con Crotona, y Síbaris fue destruida. Incluso desviaron el río Cratis (el cual rodeaba la ciudad junto con el Coscile, nombre moderno del antiguo río Síbaris) para inundarla y evitar que la ciudad fuera reconstruida.

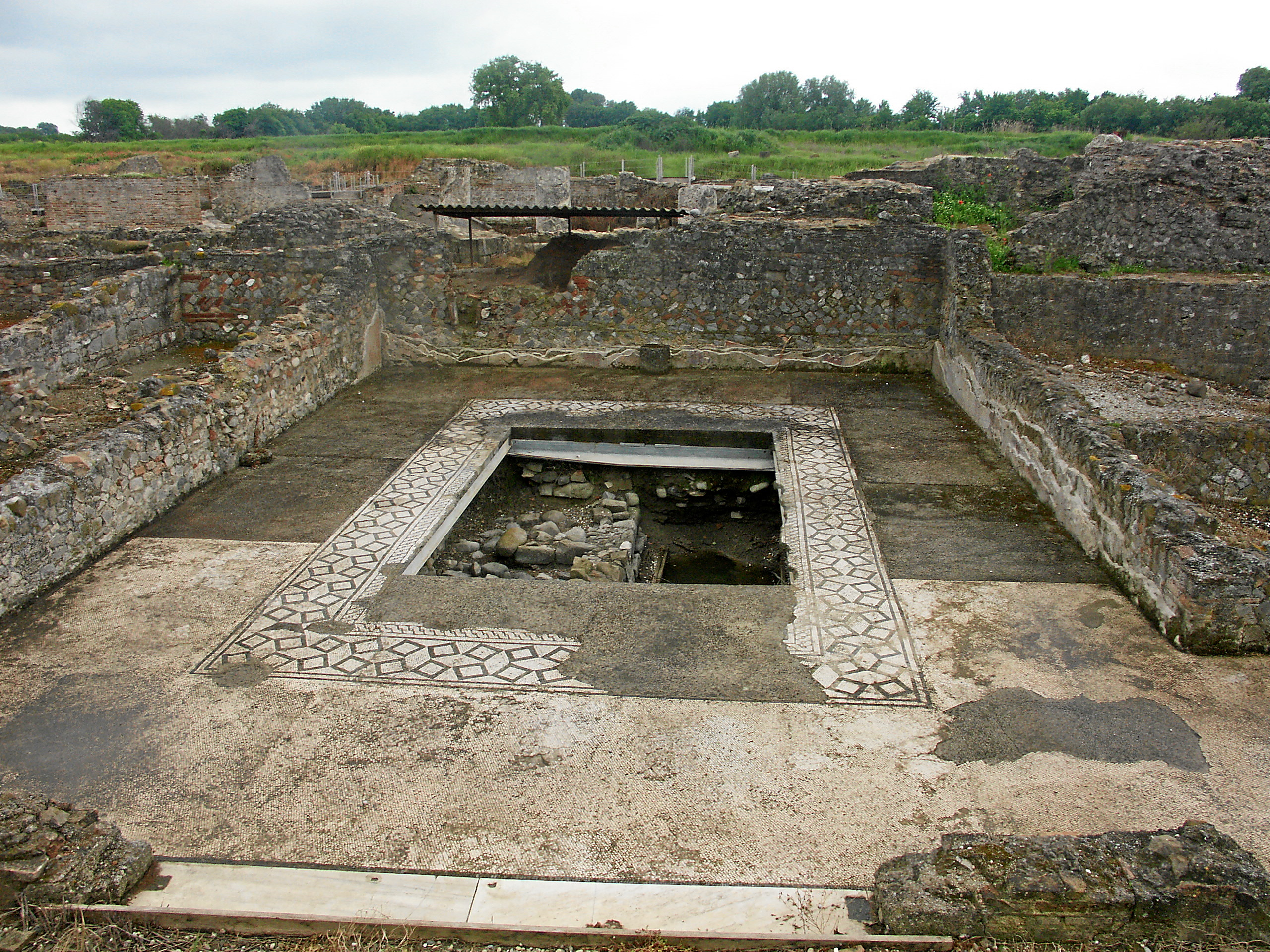
Atrio con mosaicos de una casa romana de la antigua Síbaris.

Los supervivientes intentaron refundar la ciudad en varias ocasiones, la mayoría de las veces siendo vencidos nuevamente por Crotona. Sin embargo, hacia 444 a. C., con el apoyo de Pericles, de Atenas, se fundó la ciudad de Turios (Θούριοι, Thourioi) en las proximidades. Aníbal la saqueó en el 204 a. C. por apoyar a Roma durante las guerras púnicas, para ser refundada con el nombre de Copias (en latín, Cópiæ), en 194 a. C. aunque pronto retomó su nombre anterior. Esta última ciudad existió hasta la Edad Media.

## Empleo posterior del gentilicio
El gentilicio «sibarita» se usa en la lengua española como un adjetivo calificativo y se refiere a una persona que aprecia la elegancia y degusta frecuentemente de ciertos alimentos y bebidas.